# 社会的影響
社会的影響（しゃかいてきえいきょう）とは、個人間や集団間において、一方が他方の行動、態度、感情などを変化させること。社会心理学の研究領域の1つである。社会的勢力、同調、説得、リーダーシップ、コミュニケーション、広告、流行といった研究テーマと関連する。
100頭のシマウマの群れが、ライオンの気配を察知し、30頭が逃げ出しても、じきに収束し、一過性の同調行動に終わるという。しかし、70頭が逃げ出したならば、同調行動は群れ全体に拡大するという。
人間の場合についても同様の実験が行われて、同調行動が見られるという結果が出ている。
それは信号の色が青か緑かを回答する実験で、真の被験者1人の中に、9人のサクラを投入する。正解が青であっても、サクラが緑と回答を続けた場合、真の被験者は、正解が青であるとの態度を変え、緑と答えるようになるという斉一性の原理がみられる。
特定の思考や行動様式が登場し、それに飛び付く者が多かった（初期動員数が多い）場合、一過性の流行には終わらず、集団全体を飲み込み、旧型の思考や行動様式に取って代わるという。
そうして、社会的影響の結果確立された新しい思考や行動様式は、規範性を帯び、嘲笑や非難により、逸脱者を制御しようとする（「自薦の用心棒」）。社会的影響の結果確立された規範の妥当性は、議論されないか、議論自体をタブー視してしまうのが普通である。社会的影響の起源は、自分1人が他者と異なる思考や行動を取る事により、他者から嫌われたくないとの欲求にある。社会的影響を、納得して採用した（内面化した）者は、社会的影響を受けない者・社会的影響を拒む者を嫌うのである。そうして、自分が他者から社会的影響を受け、思考や行動様式を変えた場合、今度は自分がその社会的影響の同調源となる。
社会的影響は、いわば多数派独裁であるが、少数派の一貫した反対により、変革出来るとも言われる。少数派の反対が、社会的影響を支持する多数派の目に見えた場合には、嘲笑や非難が困難になり、少数派の反対を尊重せざるを得なくなるという（多数派の一枚岩を崩す）。信号の色を識別する先述の実験でも、サクラの中に1人でも青と回答する者がいれば、真の被験者が態度を変える確率は落ちるという。これを社会的証明という。
社会的影響は、その社会の中心にいるほど受けやすく、外縁部にいるほど受けにくい。その社会の中心にいれば、社会的影響を四方八方から受けるのに対し、外縁部にいれば、一面的にしか社会的影響を受けないのである。日本社会では、日本人は社会的影響を受けやすく、在住外国人は社会的影響を受けにくいと言われる。